# Chantal Montellier
Pour les articles homonymes, voir Montellier.
Chantal Montellier, née le 1er août 1947 à Bouthéon près de Saint-Étienne dans la Loire, est une scénariste et dessinatrice de bandes dessinées, dessinatrice de presse, romancière et peintre française.

## Biographie
Chantal Montellier étudie à l’école des beaux-arts de Saint-Étienne de 1962 à 1969, puis enseigne les arts plastiques en collèges et lycées entre 1969 et 1973 puis, de 1989 à 1993, elle est chargée de cours à l'université de Paris VIII. Elle s'intéresse d'abord à la peinture (certaines toiles sont présentées au Grand Palais en 1972). À partir de 1972, elle réalise des dessins de presse pour des périodiques de gauche : Le Combat syndicaliste, Politis, L’Humanité,  L’Unité, La Nouvelle Critique, Maintenant, Le Monde, L'Autre Journal, Marianne, France nouvelle, Révolution, entre autres,. Comme autrice de bande dessinée, elle participe notamment à Charlie Mensuel, Métal Hurlant, Ah ! Nana, (À suivre) et Psikopat. Pour Métal hurlant, elle crée de courts récits, collectés ensuite en albums. Elle travaille aussi pour les éditions Magnard et Gallimard.
Dans les années 1990, l'échec de sa série Julie Bristol et des conflits avec ses éditeurs la conduisent à se concentrer sur l'écriture de textes et l'enseignement
; entre 1998 et 2005, elle ne sort aucune nouveauté en bande dessinée.
Son dessin réaliste, souvent en noir et blanc à ses débuts, évoque d'abord celui de Jacques Tardi puis évolue vers « un réalisme quasi photographique ». Ses œuvres, qui témoignent de son intérêt « pour la marginalité et l'exclusion », sont clairement engagées.
Chantal Montellier affirme son engagement politique et féministe (par exemple dans Les Damnés de Nanterre, bande dessinée d'investigation sur Florence Rey, elle démonte la version officielle de la fusillade de la Nation qui a opposé la police à un groupe anarchiste). Il lui arrive de devoir en assumer les conséquences. Ainsi, invitée dans un premier temps à Lausanne, pour l'édition 2007 de son festival BDfil, elle s'est vue décommandée au prétexte que sa présence pourrait incommoder d'autres auteurs présents.
En 2007, elle cofonde  avec Jeanne Puchol et Marie-Jo Bonnet le Prix Artémisia qui récompense chaque année une bande dessinée réalisée par une ou plusieurs femmes.
En 2017, elle publie Shelter Market, version remaniée de Shelter chez l'éditeur Les Impressions Nouvelles et un roman inspiré de sa propre vie, Les vies et les morts de Cléo Stirner dans la collection littérature des éditions Goater.
En 2021, elle dirige l’ouvrage collectif Je suis Razan, Un visage pour la Palestine, aux Éditions Arcane 17.
En 2023, elle reçoit le Prix extraordinaire décerné par les Utopiales, festival international de science-fiction.

### Engagement politique
En 2012, elle soutient Jean-Luc Mélenchon, candidat du Front de gauche à l'élection présidentielle.

## Œuvres

### Bandes dessinées
- 1996, Les Humanoïdes Associés, coll. Mirages, 1978  (ISBN 2-902123-51-5)[12],[13].
- Les Rêves du fou, Futuropolis, col. 30/40, 1978[14].
- Blues, Kesselring, 1979
- Andy Gang

1. Andy Gang, Les Humanoïdes Associés, 1979  (ISBN 2-902123-75-2)
2. Andy Gang et le tueur de la Marne, Les Humanoïdes Associés, coll. Pied Jaloux, 1980  (ISBN 2-7316-0075-6)
3. Joyeux Noël pour Andy Gang, Les Humanoïdes Associés, coll. Pied Jaloux, 1980  (ISBN 2-7316-0122-1)

- Shelter, Les Humanoïdes Associés, coll. Pied Jaloux, 1980  (ISBN 2-7316-0018-7)
Nouvelle édition augmentée, Shelter Market, Les Impressions Nouvelles, coll. « Réflexions faites », 2017)  (ISBN 978-2-87449-541-0)
- Lectures, Les Humanoïdes Associés, coll. Pied Jaloux, 1981  (ISBN 2-7316-0188-4)
- Le Sang de la commune, scénario Pierre Charras, Futuropolis, coll. Maraccas, 1982
- Wonder city, Les Humanoïdes Associés, coll. Pied Jaloux, 1983  (ISBN 2-7316-0215-5)
- La Toilette, scénario de Pierre Charras, Futuropolis, 1983
- Odile et les crocodiles, Les Humanoïdes Associés, coll. Mille et Une femmes, 1983  (ISBN 2-7316-0266-X) ; réédition retouchée chez Actes Sud/L'An II en 2008[15],[16].
- L'esclavage c'est la liberté, Les Humanoïdes Associés, coll. Pied Jaloux 1984  (ISBN 2-7316-0318-6)
- Rupture, Les Humanoïdes Associés, col. Pied Jaloux, 1985  (ISBN 2-7316-0357-7)
- Un deuil blanc, Futuropolis, 1987  (ISBN 2-7376-5667-2)
- Julie Bristol

1. La Fosse aux serpents, Casterman, coll. Studio (A suivre), 1990  (ISBN 2-203-33835-0)
2. Faux sanglant, Dargaud, 1992  (ISBN 2-205-04080-4)[17]
3. L'Île aux démons, Dargaud, 1994  (ISBN 2-205-04183-5)[18]

- La Femme aux loups, Z'éditions, 1998  (ISBN 2-87720-225-9)
- Paris sur sang : Mystère au Père Lachaise, Dargaud, coll. Romans BD, 1998  (ISBN 2-205-04354-4)[19]
- Social Fiction, Vertige Graphic, 2003, regroupant les albums 1996, Wonder City, et Shelter, préface de Jean-Pierre Dionnet
- Les Damnés de Nanterre, Denoël Graphic, 2005  (ISBN 2-207-25629-4)[20]
- Sorcières mes sœurs, La Boîte à bulles, coll. Champ Libre, 2006  (ISBN 2-84953-033-6)
- Tchernobyl mon amour, Actes Sud, 2006  (ISBN 2-7427-6043-1)
- Le Procès, d'après Kafka, scén. de David Zane Mairowitz, Actes Sud, 2009  (ISBN 978-2-7427-8631-2)
- L’Inscription, Actes Sud, 2011  (ISBN 978-2-7427-9497-3)
- Marie Curie : La fée du radium, Dupuis, 2011  (ISBN 978-2-8001-5153-3)
- La Reconstitution, Actes Sud - L'An 2 :

1. Livre un : 1947-1980, 2014  (ISBN 978-2-330-03894-6)

### Dessin de presse
- Impressions sur « Betty » dans la « Force des sentiments », L'Autre Journal, 26 mars au 2 avril 1986
- Sous pression, Pop'com/Graphein, 2001  (ISBN 2-914676-00-X)

### Romans
- Voyages au bout de la crise, Dargaud, 1995  (ISBN 2-205-04261-0)
- La Dingue aux marrons, Baleine, 1997 (Le Poulpe)
- TGV : Conversations ferroviaires, Les Impressions Nouvelles, coll. Paris-Bruxelles, 2005  (ISBN 2-906131-87-3)
- Les Vies et les morts de Cléo Stirner, roman, Éditions Goater, 2017
- " 68'Art" Recueil de nouvelles et de dessins sur 1968, aux éditions Helvétius, 2018

### Jeunesse
- L'insoumise[21], avec Marie-José Jaubert, d'après le film de Marie-José Jaubert On l'appelait Christine, Arles,  Actes Sud, 2012.  (ISBN 978-2-330-01198-7)